# Tamba sobana
Tamba sobana là một loài bướm đêm trong họ Noctuidae.